# Itschinskaja Sopka
Die Itschinskaja Sopka (russisch Ичинская сопка; auch Itschinski, Ичинский oder kurz Itscha, Ича) ist ein Schichtvulkan im Sredinny-Höhenrücken auf der russischen Halbinsel Kamtschatka. Mit einer Höhe von 3621 m (nach anderen Angaben 3607 m) ist er der mit Abstand höchste des Sredinny-Rückens und fünft- bis sechsthöchste der Halbinsel insgesamt. Er ist zudem der einzige tätige Vulkan außerhalb der heute aktiven Zone im Ostteil Kamtschatkas.

## Lage
Der massive Vulkan gehört mit einem Volumen von 450 km³ und etwa 20 km Durchmesser zu den größten der Halbinsel. Er ist dem Hauptkamm des Gebirges westlich vorgelagert und befindet sich etwa 70 Kilometer Luftlinie südwestlich des nächstgelegenen Ortes Esso. Das Vulkanmassiv überragt die umgebenden Berge um mehr als 2000 Meter und ist aus westlicher Richtung von der 130 Kilometer entfernten Küste des Ochotskischen Meeres bei guter Sicht erkennbar. Die umgebenden Berge sind zum Teil erloschene Vulkane, so etwa im Südosten der Vulkan Achtang.
Die Itschinskaja Sopka ist ein Vulkan des Somma-Typs: den Gipfel bildet eine 5 km lange und 3 km breite Caldera, aus der sich hier zwei größere und ein kleinerer Lavadom erheben. Der Gipfelbereich ist mit einer Firnkappe bedeckt, aus der in mehreren Richtungen Gletscher ins Tal fließen.
Der Name des Vulkans ist von dem des Flusses Itscha abgeleitet, der seinen Ursprung in mehreren von der Südflanke des Vulkankomplexes abfließenden Bächen hat und in westlicher Richtung zum Ochotskischen Meer abfließt.

## Geologie
Die Entstehung des Vulkans begann im Jungpleistozän (im Zeitraum vor etwa 10.000 bis 15.000 Jahren) mit der Eruption andesitischer und basaltisch-andesitischer Lava. Die mehr als zehn Nebenkrater, welche die Gipfelcaldera in 1800 bis 3000 Meter Höhe umgeben, produzierten später auch saurere Dazit- und Rhyodazit-Lava und -Asche.
Zum stärksten Ausbruch kam es vor etwa 6500 Jahren, wobei bis zu 15 km lange Lavaströme entstanden. Weitere aktive Phasen liegen bei 4200–4000 BP und 2600–2400 BP. Zur letzten Eruption kam es vermutlich in der Mitte des 18. Jahrhunderts.
Die heutige Tätigkeit beschränkt sich auf Fumarolen und Solfataren in der Caldera und an der nördlichen Flanke in etwa 3000 Meter Höhe. 1956 stieg Dampf über dem Fumarolenfeld in der Caldera bis in 250 Meter Höhe.